# Kuwait
Der Staat Kuwait ([kuˈva͜it], auch [ˈkuːva͜it], und arabisch الكويت, DMG al-Kuwait „der Kuwait“) oder Staat Kuwait (arabisch دولة الكويت), deutsch auch Kuweit, ist ein Emirat in Vorderasien auf der Arabischen Halbinsel. Er grenzt im Norden und Westen an den Irak (240 Kilometer gemeinsamer Grenzverlauf), im Süden an Saudi-Arabien (222 Kilometer) und im Osten an den Persischen Golf (499 Kilometer). Über 70 % der gesamten Bevölkerung lebt in der gleichnamigen Stadt Kuwait.
Staatsreligion ist der Islam, die Amtssprache ist Arabisch und das Land wird als konstitutionelle Monarchie regiert.

## Geographie

### Geologie und Landschaftsgliederung
Der Großteil des Landes gehört zur Wüste ad-Dibdiba. Abgesehen von dem küstennahen Höhenstreifen der Zaur-Berge an der Bucht von Kuwait und vereinzelten Hügeln ist das Gelände fast eben. Im Inneren befinden sich einige Oasen. Die 40 Kilometer lange Bucht von Kuwait teilt die Küste in zwei Teile. Nach Norden ziehen sich die Schwemmlandablagerungen zum Schatt al-Arab. An der Südspitze der Bucht liegt die Hauptstadt mit ihrem geschützten Naturhafen. Südlich davon befinden sich die großen Erdölfelder, die mit den saudischen Vorkommen in Verbindung stehen. Nach Südwesten steigt das Land allmählich an. Die höchste Erhebung (290 Meter) liegt im Sandsteinplateau an der Westspitze des Staatsgebiets. Die Westgrenze zum Irak zieht sich entlang des Wadi al-Batin, eines nur zeitweilig wasserführenden Trockenflusstales. Zu Kuwait gehören neun Inseln. Bubiyan, die größte Insel, ist durch eine 2400 Meter lange Brücke mit dem Festland verbunden. Nach der Befreiung im Jahre 1991 wurde die Insel in eine Militärbasis umgewandelt. Zivilisten haben zurzeit keinen Zugang zu Bubiyan. Die restlichen acht Inseln heißen: Auha, Failaka, Kubbar, Miskan, Qaruh, Umm al-Maradim, Umm an-Namil und Warba.
Kuwait möchte auf dem Südzipfel einer Halbinsel etwa 30 Kilometer nördlich des Stadtzentrums von Kuwait die Planstadt Madinat al-Hareer (Stadt der Seide) für 700.000 Einwohner auf einer Fläche von 250 Quadratkilometern bauen. Spektakulärer Mittelpunkt der durch viele Wasserflächen aufgelockerten Urbanisation soll der 1001 Meter hohe Wolkenkratzer Burj Mubarak al-Kabir werden; die Planung hat Kuhne & Associates übernommen, die Stadt soll bis 2030 vollendet sein.
Abgesehen von einigen Oasen, in denen Dattelpalmen gedeihen, ist das Land Wüste ohne nennenswertes Tierleben und mit nur spärlicher Strauchvegetation. Nur nach den winterlichen Regenfällen wächst für kurze Zeit auch Gras. Die reichen Fischgründe und die Krabbenbänke in den Küstengewässern waren durch die Ölpest Anfang der 1990er Jahre bedroht. In Kuwait kommen eine Amphibien- und 44 Reptilien-Arten vor.

### Klima
In der heißen Jahreszeit (Mai bis September) herrschen mittlere Temperaturen um 30 °C; es kann aber bis zu 50 °C heiß werden. In den Wintermonaten ist es dagegen milder (13 bis 15 °C), tagsüber bis zu 25 °C, nachts bis unter 0 °C. In dieser Zeit fallen auch die kargen Niederschläge von 10 bis 220 Millimetern im Jahr. Die Wassertemperaturen in der Bucht betragen im Sommer um 30 °C, im Winter 20 °C.
|                       | Jan  | Feb  | Mär  | Apr  | Mai  | Jun  | Jul  | Aug  | Sep  | Okt  | Nov  | Dez  |   |       |
| Mittl. Tagesmax. (°C) | 19,5 | 21,8 | 26,9 | 33,9 | 40,9 | 45,5 | 46,7 | 46,9 | 43,7 | 36,6 | 27,8 | 21,9 | ⌀ | 34,4  |
| Mittl. Tagesmin. (°C) | 8,5  | 10,0 | 14,0 | 19,5 | 25,4 | 28,9 | 30,7 | 29,5 | 26,2 | 21,5 | 14,5 | 9,9  | ⌀ | 19,9  |
|                       |      |      |      |      |      |      |      |      |      |      |      |      |   |       |
| Niederschlag (mm)     | 30,2 | 10,5 | 18,2 | 11,5 | 0,4  | 0,0  | 0,0  | 0,0  | 0,0  | 1,4  | 18,5 | 25,5 | Σ | 116,2 |
|                       |      |      |      |      |      |      |      |      |      |      |      |      |   |       |
| Regentage (d)         | 5    | 3    | 3    | 3    | 1    | 0    | 0    | 0    | 0    | 1    | 3    | 3    | Σ | 22    |

| 8,5 |

| 10,0 |

| 14,0 |

| 19,5 |

| 25,4 |

| 28,9 |

| 30,7 |

| 29,5 |

| 26,2 |

| 21,5 |

| 14,5 |

| 9,9 |

| 8,5 |

| 10,0 |

| 14,0 |

| 19,5 |

| 25,4 |

| 28,9 |

| 30,7 |

| 29,5 |

| 26,2 |

| 21,5 |

| 14,5 |

| 9,9 |

## Bevölkerung

Bevölkerungsentwicklung in Millionen Einwohnern

Alterspyramide in 1000 Einwohnern

### Demografie
Kuwait hatte 2023 4,3 Millionen Einwohner. Das jährliche Bevölkerungswachstum betrug + 1,0 %. Zum Bevölkerungswachstum trug ein Geburtenüberschuss (Geburtenziffer: 9,7 pro 1000 Einwohner vs. Sterbeziffer: 2,6 pro 1000 Einwohner) bei. Die Anzahl der Geburten pro Frau lag 2022 statistisch bei 2,1, die der Region Naher Osten und Nordafrika betrug 2,6. Die Lebenserwartung der Einwohner Kuwaits ab der Geburt lag 2022 bei 80,3 Jahren. Der Median des Alters der Bevölkerung lag im Jahr 2021 bei 38,3 Jahren. Im Jahr 2023 waren 20,1 Prozent der Bevölkerung unter 15 Jahre, während der Anteil der über 64-Jährigen 5,4 Prozent der Bevölkerung betrug.
| Jahr | Bevölkerung | Jahr | Bevölkerung |
| ---- | ----------- | ---- | ----------- |
| 1950 | 153.000     | 1990 | 2.100.000   |
| 1960 | 270.000     | 2000 | 2.051.000   |
| 1970 | 747.000     | 2010 | 2.998.000   |
| 1980 | 1.372.000   | 2020 | 4.271.000   |

### Bevölkerungsstruktur
Die Bevölkerungsstruktur Kuwaits ist von dem sehr hohen Anteil ausländischer Arbeitskräfte und ihrer Angehörigen geprägt (rund 60 % aller Einwohner). Von den rund 4,3 Millionen Einwohnern sind nur etwa 33 % Kuwaiter. 150.000 bis 180.000 Beduinen und die übrigen Einwohner, die aus dem Iran, Indien, Pakistan, und vielen anderen – hauptsächlich arabischen und südostasiatischen – Ländern zugewandert sind, besitzen nicht die kuwaitische Staatsbürgerschaft. Die Beduinen und die Zuwanderer sind den Staatsbürgern gegenüber gesellschaftlich benachteiligt. Im Jahre 2017 war der Migrantenanteil auf 75,5 % der Bevölkerung gestiegen und zählt damit zu den weltweit höchsten. Häufigste Herkunftsländer waren Indien (1.160.000 Personen), Ägypten (420.000) und Bangladesch (380.000).

### Sprache
Amtssprache ist Arabisch, Umgangssprache der Kuwaitis untereinander ist Irakisch-Arabisch. Handelssprache ist Englisch.

### Religion
Die Bevölkerung ist überwiegend muslimisch, davon sind 65 % Sunniten und 35 % Schiiten. Der Islam ist Staatsreligion. Der römisch-katholischen Kirche gehören 6 % der Bevölkerung an. Die restlichen 9 % umfassen vorwiegend andere christliche Konfessionen, Hindus und Parsen.

### Bildung und Gesundheit
Es besteht allgemeine Schulpflicht für 6- bis 14-Jährige bei kostenlosem Unterricht. Die Analphabetenquote ist rückläufig (1980: 40 %, 2015: 3,7 %). Die erste der zwei Universitäten des Landes wurde 1954 gegründet.
Die Staatsbürger sind durch ein umfassendes Sozialversicherungssystem abgesichert. Die Gesundheitsausgaben des Landes betrugen im Jahr 2021 5,8 % des Bruttoinlandsprodukts. Im Jahr 2020 praktizierten in Kuwait 22,9 Ärztinnen und Ärzte je 10.000 Einwohner. Die Sterblichkeit bei unter 5-jährigen betrug 2022 8,6 pro 1000 Lebendgeburten. Die Lebenserwartung der Einwohner Kuwaits ab der Geburt lag 2022 bei 80,3 Jahren (Frauen: 82,8, Männer: 78,9). Die Lebenserwartung stieg von 76,7 Jahren im Jahr 2000 bis 2022 um 5 %.
Die hohe Verbreitung von Übergewicht gilt als großes Gesundheitsproblem in Kuwait. 2016 waren 73,4 % der erwachsenen Bevölkerung übergewichtig und 37,9 % waren adipös. Beides wird weltweit nur noch von einigen kleinen Pazifikinseln übertroffen. Als Gründe gelten die zunehmende Verbreitung westlicher Essgewohnheiten (Fast Food) und zu wenig Bewegung aufgrund fast ganzjährig (April – Oktober) heißen Klimas.

## Geschichte
Die Geschichte des Wüstenstaates liegt bis zum Beginn der Neuzeit weitgehend im Dunkeln. Archäologische Funde lassen jedoch vermuten, dass die Insel Failaka schon im 3. Jahrtausend v. Chr. ein Handelsstützpunkt war und vom 3. Jh. v. Chr. an in der Einflusssphäre des Seleukidenreiches lag. Im 3. Jh. n. Chr. wurde das heutige Kuwait dem Persischen Reich einverleibt; ab 630 gehörte es zum Kalifat der Umayyaden, später der Abbasiden und wurde islamisiert. Mitte des 13. Jh. zerfiel das Reich nach dem Mongoleneinfall. Im frühen 16. Jh. gelangten Portugiesen in die Region.

### Osmanische Herrschaft
Im selben Jahrhundert wurde das Gebiet ein wegen seiner Randlage kaum beachteter Teil des Osmanischen Reiches. 1756 gelangte die bis heute herrschende Familie As-Sabah aus dem Inneren der Arabischen Halbinsel an die Herrschaft; Kuwait wurde ein von den Osmanen zunehmend unabhängiges Scheichtum. Aufgrund seiner geopolitischen Lage gewann das Emirat in der Folgezeit eine von Osmanen und Briten umworbene Stellung am Persischen Golf. Als die Bedrohung durch die Osmanen zu groß wurde, stellte Scheich Mubarak as-Sabah 1899 sein Land unter britischen Schutz. Der Preis war die Zusicherung, Beziehungen zu anderen Staaten nur mit britischer Zustimmung anzuknüpfen. Damit erreichte London, dass das 1903 begonnene deutsch-osmanische Projekt der Bagdad-Bahn nicht bis zum Golf weitergeführt werden konnte.

### Britische Herrschaft
Nach der Niederlage der Osmanen im Ersten Weltkrieg erklärten die Briten Kuwait zu einem selbständigen Emirat unter britischer Schutzherrschaft. Ab 1919 gab es mehrere Feldzüge der Wahhabiten gegen Kuwait, zudem gab es immer wieder Grenzkonflikte mit dem Nadschd. Die endgültigen Grenzen wurden am 2. Dezember 1922 im Protokoll von Uqair festgelegt. Im Jahre 1940 erkannte Saudi-Arabien Kuwait als unabhängigen Staat an. Ab 1922 schirmte die neugeschaffene Neutrale Zone, die auf Veranlassung der Briten zustande gekommen war, das Emirat von Saudi-Arabien ab. 1938 wurde das erste Erdöl gefunden, und von 1946 an entwickelte sich Kuwait zu einem der größten Erdölproduzenten am Persischen Golf. Große Teile der enormen Einnahmen wurden zur Modernisierung, z. B. zum Ausbau sozialer Einrichtungen, verwendet. 1960 war Kuwait Gründungsmitglied der OPEC.

### Unabhängigkeit

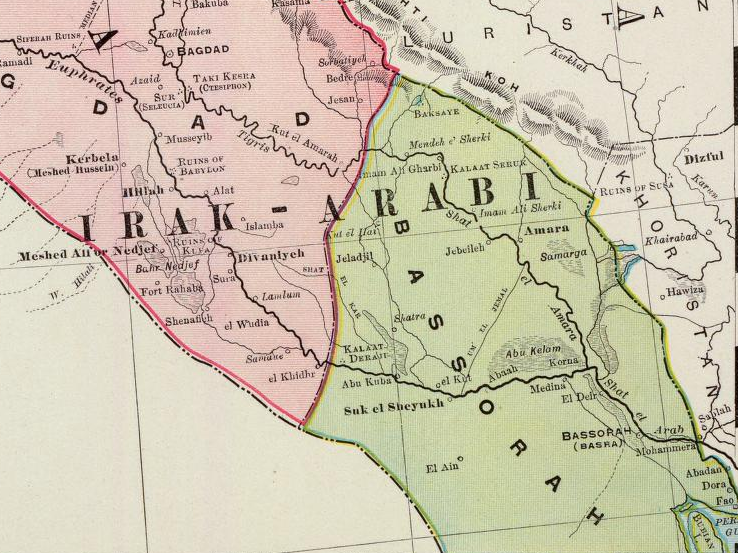
Das Vilayet Basra des Osmanischen Reiches im Jahr 1897. Nach dem Anglo-Osmanischen Abkommen von 1913 wurde Kuwait als autonomes Kaza oder Distrikt des Osmanischen Reiches und de facto als Protektorat Großbritanniens gegründet.

Am 19. Juni 1961 wurde das Land unabhängig. Gebietsansprüche des benachbarten Irak führten zum Abschluss eines Militärabkommens mit Großbritannien (von Kuwait 1971 gekündigt) und 1973 zur Einführung der allgemeinen Wehrpflicht. Der Irak erkannte die Unabhängigkeitserklärung Kuwaits nicht an und erklärte das Emirat zu einem Teil des irakischen Staates. Der irakische Ministerpräsident Abd al-Karim Qasim drohte im Sommer 1961 mit einem Einmarsch. Im Juni meldete der britische Botschafter im Irak Truppenbewegungen in der Region Basra nahe Kuwait nach London. Er erwartete eine Offensive für den 14. Juli, den Jahrestag der irakischen Revolution.
Die britische Regierung hatte bereits im Jahr zuvor unter dem Decknamen Operation Vantage einen Plan für diesen Fall beschlossen. Es sah ein Eingreifen des Middle East Command der britischen Streitkräfte von seinen Stützpunkten am Persischen Golf und in Kenia aus vor. Großbritannien entschied sich am 29. Juni 1961 für die Einleitung der Operation. Dies bedeutete vorerst nur, dass die US-amerikanische Regierung um ihr Einverständnis gebeten und der britische Vertreter in Kuwait Emir Abdullah III. aufsuchte, um ihn zu einer offiziellen Anforderung britischer Truppen zu bewegen, was die Operation politisch und diplomatisch absichern sollte. Als am Folgetag beide Anfragen positiv beschieden waren, wurde am Abend Operation Vantage in Kraft gesetzt. Innerhalb weniger Tage waren rund 7000 britische Soldaten in Kuwait gefechtsbereit. Die irakische Invasion blieb daraufhin aus, es kam aber zu Missfallensbekundungen innerhalb Kuwaits und in der arabischen Welt, später auch von Seiten der USA wegen der Anwesenheit ausländischer Truppen. Mit Unterstützung der Briten trat Kuwait daraufhin am 20. Juli der Arabischen Liga bei und bewegte die Organisation zur Entsendung einer Friedenstruppe in das Land. Im August trafen die ersten arabischen Soldaten in Kuwait ein, am 27. August begann der britische Abzug, der am 10. Oktober abgeschlossen war. Allerdings beschloss die britische Regierung im Herbst 1961 unter dem Namen Operation Sodabread einen Plan zur schnellen militärischen Rückkehr nach Kuwait, der in den folgenden Monaten umgesetzt wurde.
Die Aufnahme des Emirats in die Arabische Liga erfolgte unter heftigem Protest der Iraker, die bis 1963 mit Hilfe der Sowjetunion einen UN-Beitritt verhinderten. Die Anerkennung Kuwaits durch den Irak erfolgte erst nach dem Sturz Qasims im Jahre 1963, im selben Jahr wurde ein Abkommen zur Normalisierung der Beziehungen unterzeichnet. 1966, 1969, 1973 und 1976 kam es zu verschiedenen Grenzkonflikten, bei dem irakische Truppen kuwaitisches Territorium besetzten, 1977 wurde zwischen beiden Ländern ein neues Grenzabkommen unterzeichnet. Vom Beginn der 1960er Jahre an erstarkten auch in Kuwait panarabische Gruppierungen, deren politische Aktivitäten in der Folgezeit jedoch ebenso unterbunden werden konnten wie die anderer Gruppen, z. B. der Palästinenser. Viele von ihnen wurden ausgewiesen. Nach dem Sechstagekrieg 1967 wandte das Emirat große Summen zur Unterstützung der israelischen Kriegsgegner Ägypten und Jordanien auf.
Der iranisch-irakische Krieg, der 1980 ausgebrochen war, bedrohte im Laufe der Zeit zunehmend den lebenswichtigen Ölexport Kuwaits. Nach wiederholten iranischen Luftangriffen auf kuwaitische Schiffe ließ das Land 1987 seine Tanker „umflaggen“: Sie fuhren bis zum Ende des Ersten Golfkrieges, in dem Kuwait den Irak unterstützte und weshalb das Land im Oktober 1981 Ziel mehrerer iranischer Luftangriffe war, unter der Flagge der USA. 1981 war das Land Gründungsmitglied des Golf-Kooperationsrates.

### Zweiter Golfkrieg
Nach einem politischen Streit um ein an der irakisch-kuwaitischen Grenze gelegenes Ölfeld marschierten am 2. August 1990 irakische Truppen in Kuwait ein. Nach der Absetzung des Emirs und der Regierung wurde das kuwaitische Staatsgebiet, ungeachtet der einhelligen Verurteilung durch den UN-Sicherheitsrat, annektiert. Vorrangiger Grund für die Besetzung des ölreichen Staates war der – durch die aufgrund des Ersten Golfkriegs bestehende hohe Verschuldung des Iraks (80 Milliarden US-Dollar) entstandene – Konflikt zwischen beiden Staaten. Zunächst wurde eine Marionettenregierung unter Alaa Hussein Ali gebildet, jedoch wurde Kuwait wenige Tage später vom Irak annektiert.
Als Reaktion auf die irakische Besetzung beschlossen die Vereinten Nationen ein Wirtschaftsembargo gegen den Irak, dem vor allem amerikanische Marineeinheiten durch eine Seeblockade Nachdruck verliehen. Trotz Lösungsvorschlägen seitens des Irak (beispielsweise dem Rückzug aus Kuwait und im Gegenzug Wiederaufnahme der Verhandlungen zwischen Israel und den Palästinensern) scheiterte der diplomatische Weg, woraufhin im Namen der UN die Aufstellung einer multinationalen Streitmacht beschlossen und diese in Saudi-Arabien stationiert wurde. Als ein bis zum 15. Januar 1991 befristetes UN-Ultimatum zum irakischen Rückzug ergebnislos verstrich, wurde Kuwait im Verlauf des fünfwöchigen Zweiten Golfkriegs am 27. Februar 1991 befreit. Nach dem Einmarsch der Iraker waren in Kuwait zahlreiche Todesopfer zu beklagen; die Infrastruktur und das industrielle Potential des Emirates wurden weitgehend zerstört. Das Ausmaß der durch die Brände auf den Ölfeldern und die Ölpest im Golf entstehenden Umweltschäden war zeitlich begrenzt. Der Irak erkannte im November 1994 die erneute Unabhängigkeit des Landes an. Die Unterstützung des Irak durch die Palästinenser während des Zweiten Golfkrieges hatte die Vertreibung der Palästinenser aus Kuwait 1991 zur Folge. Binnen weniger Tage wurden etwa 450.000 Palästinenser aus Kuwait vertrieben. Die mit der Nakba vergleichbare, aber deutlich weniger beachtete Vertreibung hatte erhebliche Folgen für die PLO sowie für die Bevölkerung Kuwaits.
2003 war Kuwait der Ausgangspunkt für die Invasion der US-Truppen in den Irak.

## Politik

### Politisches System
Bis 1991 war Kuwait eine absolute Monarchie unter der Herrschaft der Sabah-Dynastie.
Gemäß der Verfassung von 1962, zuletzt geändert 1997, ist Kuwait jetzt eine konstitutionelle Erbmonarchie. Daraufhin wurde 1962 das erste Parlament (Nationalversammlung) gewählt, welches gleichzeitig das erste Parlament in der arabischen Welt darstellte. Der Emir ist sowohl weltliches als auch geistliches Staatsoberhaupt. Er ernennt und entlässt die Regierung und kann außerdem das Parlament auflösen.
Das Rechtssystem orientiert sich am islamischen Recht (Scharia) und an britischen Vorbildern.
Das Parlament besteht aus 50 Mitgliedern, die alle vier Jahre gewählt werden. Wahlberechtigt sind alle Kuwaiter im Alter ab 21 Jahren, ausgenommen sind Angehörige des Militärs und der Sicherheitskräfte. Die Regierung ist auf ein gewisses Vertrauen im Parlament angewiesen.
Kuwait ist Mitglied der UN, der Arabischen Liga, des GATT, der OPEC und der OAPEC.

### Politische Indizes
| Name des Index                     | Indexwert    | Weltweiter Rang | Interpretationshilfe | Jahr |
| ---------------------------------- | ------------ | --------------- | --- | ---- |
| Fragile States Index               | 49,3 von 120 | 134 von 179     | Stabilität des Landes: stabiler 0 = sehr nachhaltig / 120 = sehr alarmierend Rang: 1 = fragilstes Land / 179 = stabilstes Land | 2024 |
| Demokratieindex                    | 2,78 von 10  | 130 von 167     | Autoritäres Regime 0 = autoritäres Regime / 10 = vollständige Demokratie                                                       | 2024 |
| Freedom in the World Index         | 38 von 100   | —               | Freiheitsstatus: teilweise frei 0 = unfrei / 100 = frei                                                                        | 2024 |
| Rangliste der Pressefreiheit       | 44,7 von 100 | 131 von 180     | Schwierige Lage für die Pressefreiheit 100 = gute Lage / 0 = sehr ernste Lage                                                  | 2024 |
| Korruptionswahrnehmungsindex (CPI) | 46 von 100   | 65 von 181      | 0 = sehr korrupt / 100 = sehr sauber                                                                                           | 2024 |

### Innenpolitik
Im Alter von 79 Jahren verstarb am 15. Januar 2006 Emir Dschabir al-Ahmad al-Dschabir as-Sabah, der schon seit einigen Jahren nach einem Schlaganfall seinen Amtspflichten nicht mehr nachkommen konnte. In Übereinstimmung mit der Verfassung wurde zuerst der 75-jährige Kronprinz Scheich Sa'ad al-Abdallah as-Salim as-Sabah, ein Cousin des Verstorbenen, von der Regierung zum neuen Emir proklamiert. Da dessen Gesundheit ebenfalls stark angeschlagen war, hatte die Mehrheit der Herrscherfamilie vorgeschlagen, dass Scheich Sabah al-Ahmad al-Dschabir as-Sabah, ein Halbbruder des verstorbenen Emirs, die Herrschaft übernehmen sollte. Sa'ad war sogar zu schwach, um seinen Amtseid vor dem Parlament abzulegen. Auf Antrag der Regierung trat das Parlament am 24. Januar 2006 zusammen und beschloss im Konsens, Scheich Sa'ad seines Amtes zu entheben. Am 29. Januar wurde Scheich Sabah vom Parlament als Emir bestätigt und legte seinen Amtseid ab. Dieser Vorgang war ein Bruch des bisherigen Usus in der Dynastie as-Sabah, dass das Amt zwischen den beiden Zweigen (al-Dschabir und as-Salim) der Herrscherfamilie wechseln sollte.
Darüber hinaus war die Absetzung eines amtsunfähigen Herrschers durch das Parlament ein Novum nicht nur in der Geschichte Kuwaits, sondern in der ganzen Golfregion. Am 20. Februar bestätigte das Parlament das Kabinett des Emirs. Dieser löste dann am 21. Mai das Parlament auf und setzte Neuwahlen für den 29. Juni an. Diesem Schritt war ein heftiger Streit zwischen Regierung und Parlament um die Neueinteilung der Wahlkreise vorangegangen. Eine Gruppe oppositioneller Abgeordneter hatte sich der von der Regierung vorgeschlagenen Reduzierung der Wahlkreise von 25 auf 10 widersetzt und stattdessen eine Reduzierung auf nur noch fünf vorgeschlagen. Dadurch sollte die Bevorzugung bestimmter Bevölkerungsteile, die aus dem Missverhältnis zwischen der Zahl der Einwohner und der Abgeordneten je Wahlkreis erwachsen war, etwas vermindert werden. Doch weder die Vorlage der Regierung noch jene der Opposition fand im Parlament die notwendige Mehrheit, so dass die Regierung den Emir um die Auflösung gebeten hatte.
Einen solchen Präzedenzfall, der den Vorrang des Herrscherhauses gegenüber den Parlamentariern geschmälert hätte, wollte man in jedem Fall vermeiden. Bei den Wahlen gelang es den oppositionellen Kräften, die Zahl ihrer Mandate von bisher 26 auf 33 in der 50 Sitze zählenden Kammer zu erhöhen. Von diesen werden rund 15 den Islamisten zugerechnet, sieben gelten als Liberale, zehn als Reformisten. 17 Abgeordnete gelten als der Regierung gegenüber loyal gesinnt. Da die Kabinettsmitglieder im Parlament stimmberechtigt sind, ist das Kräfteverhältnis dort günstiger für die Regierung als es auf den ersten Blick scheinen will. Am 16. Mai 2005 hatte das Parlament mit 35:23 Stimmen bei einer Enthaltung beschlossen, dass Frauen das aktive und passive Wahlrecht erhalten. „Ich will, dass unsere Frauen uns beim Bau unseres Landes und unserer Zukunft helfen.“ sagte Ministerpräsident Scheich Sabah al-Ahmad as-Sabah. Bei den Wahlen im Juni 2006 zog keine der 28 Kandidatinnen ins Parlament ein, obwohl Frauen 57 Prozent der Wählerschaft stellen.
Bei den darauffolgenden Parlamentswahlen im Mai 2009 zogen schließlich vier Frauen in das Parlament ein.
Am 29. September 2020 verstarb Emir Sabah al-Ahmad al-Dschabir as-Sabah im Alter von 91 Jahren und als Nachfolger wurde am 30. September 2020 sein Halbbruder Nawaf al-Ahmad al-Dschabir as-Sabah als Emir vereidigt. Seit dessen Tod am 16. Dezember 2023 ist sein Halbbruder Mischal al-Ahmad al-Dschabir as-Sabah das Staatsoberhaupt.

### Außenpolitik

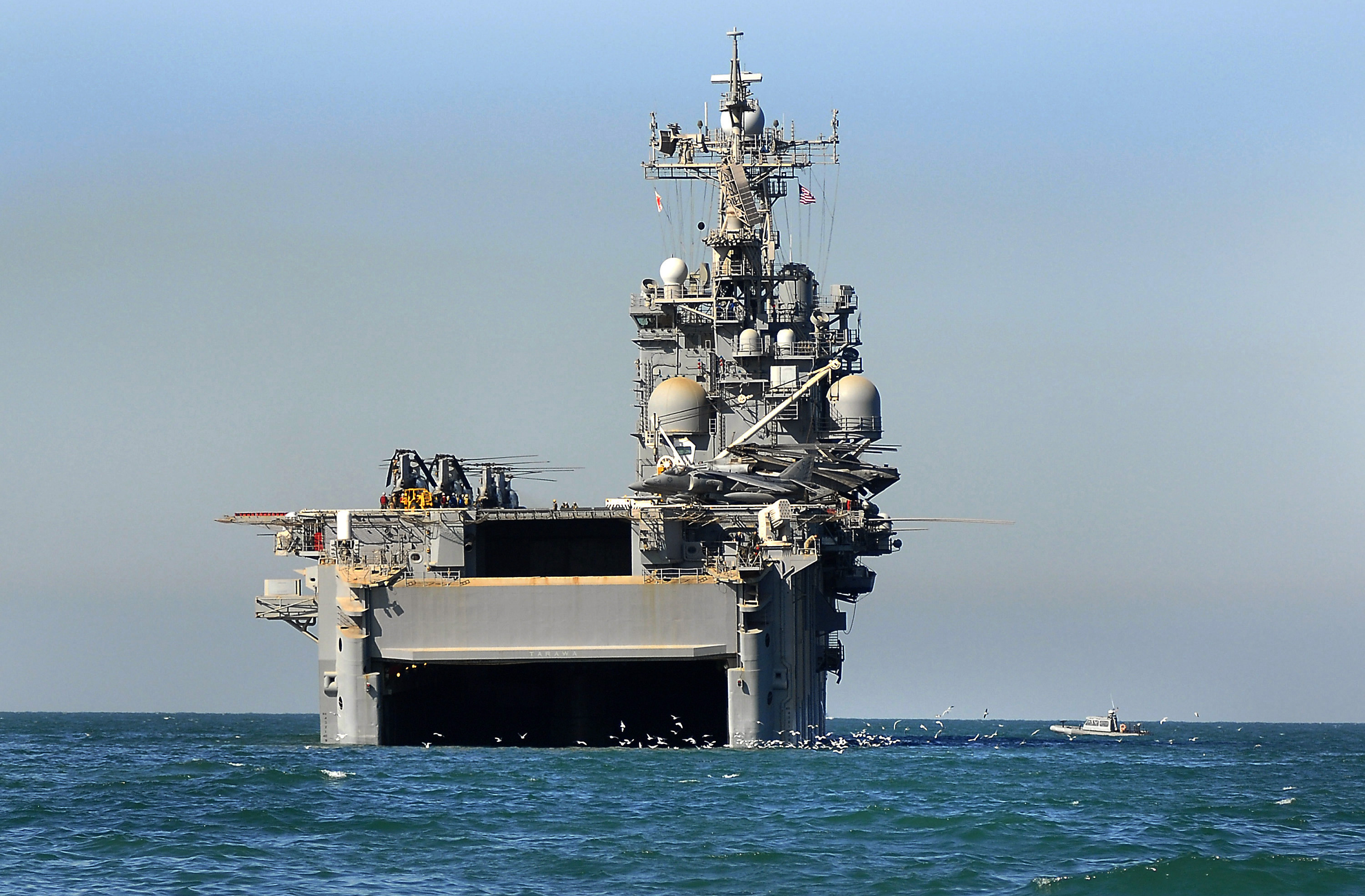
US-Militärpräsenz

Die Außenpolitik des Landes wird von der Geschichte und der geopolitischen Lage des Landes zwischen Saudi-Arabien, dem Irak und dem Iran bestimmt. Eine enge Sicherheitspartnerschaft besteht mit den Vereinigten Staaten, die als Garant für die staatliche Unabhängigkeit Kuwaits fungieren. 2004 wurde Kuwait zum Major non-NATO ally ernannt.
Die diplomatischen Beziehungen zum nördlichen Nachbarn Irak wurden am 2. August 2004 wieder aufgenommen, im Juli 2008 entsendete Kuwait erstmals seit 1990 wieder einen Botschafter nach Bagdad, der irakische Botschafter nahm im März 2010 seine Arbeit auf. Das Verhältnis der beiden Länder bleibt jedoch weiterhin belastet, Hauptursachen hierfür sind die noch ausstehenden irakischen Reparationszahlungen von 23,3 Milliarden US-Dollar sowie der von den Vereinten Nationen festgelegte Grenzverlauf. Diesen hatte Saddam Hussein zwar 1994 anerkannt, die Anerkennung wurde von der neuen Regierung allerdings nicht erneut bestätigt.

### Menschenrechte

#### Meinungsäußerung und Versammlungs- und Pressefreiheit
Die Rechte auf freie Meinungsäußerung und Versammlungsfreiheit werden laut amnesty international in Kuwait empfindlich eingeschränkt. Besonders betroffen sind tausende staatenloser Bidun mit Wohnsitz in Kuwait. Sie erhalten keine Staatsbürgerschaft und haben damit keinen gleichberechtigten Zugang zum Gesundheits- und Bildungssystem sowie zum Arbeitsmarkt. Teilweise geht die Bereitschaftspolizei mit exzessiver Gewalt gegen diese Minderheit vor.
Bei der Situation der Pressefreiheit im Land gibt es laut der Nichtregierungsorganisation Reporter ohne Grenzen „erkennbare Probleme“, sie ist jedoch die drittbeste innerhalb der Länder der Arabischen Liga. In Kuwait sitzt ein Journalist in Haft.
Seit 2014 hat das kuwaitische Informationsministerium tausende Bücher verboten, darunter zahlreiche Klassiker der Weltliteratur wie Der Glöckner von Notre-Dame, Hundert Jahre Einsamkeit und Die Brüder Karamasow.

#### Frauenrechte
Frauen werden laut Amnesty durch Gesetze sowie im täglichen Leben diskriminiert. 2011 hatten Jura-Absolventinnen Klagen gegen das Justizministerium auf Einstellung eingereicht. Das Ministerium hatte Stellen mit dem Hinweis ausgeschrieben, sie seien Männern vorbehalten. Im September 2012 kündigte der Oberste Justizrat an, Frauen könnten sich auf eine Reihe von Stellen bei der kuwaitischen Staatsanwaltschaft und im Justizwesen bewerben und reagierte damit auf die anhängigen Klagen der Frauen.

#### Frauenwahlrecht
Kuwait ist eine konstitutionelle Monarchie. Seit 1999 haben männliche Kuwaiter ein Wahlrecht. Im Mai 1999 erließ der Emir Dschabir al-Ahmad al-Dschabir as-Sabah ein Dekret, das das Frauenwahlrecht garantierte, aber die Nationalversammlung verweigerte die Zustimmung, sodass das Dekret im November fallen gelassen wurde. Eine aktive Frauenbewegung baute auf die Einstellung des Emir und setzte sich für das Frauenwahlrecht ein; dabei handelte es sich nicht um Protestaktionen, sondern um Loyalitätsbekundungen für den Herrscher, der sich für das Frauenwahlrecht ausgesprochen hatte. Die technische Entwicklung schuf neue Möglichkeiten der Mobilisierung: Die Wirtschaftswissenschaftlerin Rola Dashti organisierte 2005 Protestaktionen von Mädchen auf den Straßen, zu denen sie über ihr Handy aufrief.
Am 16. Mai 2005 erhielten Frauen durch einen Parlamentsbeschluss mit 35 zu 23 Stimmen das allgemeine aktive und passive nationale Wahlrecht. Als mehrdeutiges Zugeständnis an die Fundamentalisten wurde die Formulierung aufgenommen, dass Frauen während des Wahlkampfes und der Wahl die islamischen Gesetze einhalten mussten.
In der Wahl, die auf die Erteilung des Wahlrechts folgte, wurde keine einzige Kandidatin ins Parlament gewählt. Zwei Frauen wurden in die Regierung, die 16 Mitglieder hat, ernannt, und wurden dadurch im Parlament stimmberechtigt. 2005/2006 traten Gesetze in Kraft, die die Redefreiheit und die Freiheit der Medien, die Regierung zu kritisieren, einschränkten. 2009 wurden Dashti und zwei andere Frauen als erste ins Parlament gewählt. Dashti wurde 2012 Ministerin für staatliche Planungs- und Entwicklungsfragen.
In der aktuellen Regierung (Januar 2019) sind zwei der fünfzehn Mitglieder Frauen. Unter den fünfzig Parlamentsabgeordneten (nach der Wahl vom 26. November 2016) ist nur eine Frau (Januar 2019).

#### Rechtsstaatlichkeit und Todesstrafe
Kuwait verhängt die Todesstrafe. Jedoch wurden von neun im Jahr 2012 verhängten Todesurteilen vier in Haftstrafen umgewandelt. Mindestens ein Häftling starb 2012 in Gewahrsam, nachdem er offenbar gefoltert und anderweitig misshandelt worden war. Todesurteile werden bei einem Berufungsgericht verhandelt und dann dem Höchsten Gerichtshof vorgelegt, ehe der Emir über die Urteile zu entscheiden hat. Im Falle einer Zustimmung und einer Nicht-Umwandlung des Urteils in eine lebenslange Haftstrafe ist das Urteil nicht mehr verhandelbar und somit rechtskräftig.
Menschen, die nicht zurechnungsfähig und unter 18 Jahren sind, werden nicht zum Tode verurteilt. Es können aber auch Ausländer und Frauen hingerichtet werden.
Bei Vergehen wie Mord, Vergewaltigung, Drogenhandel, Terrorismus oder Kidnapping wird die Todesstrafe zwingend verhängt. Die Todesstrafe wurde allerdings 2007 vorübergehend ausgesetzt. Im Jahr 2013 richtete der Staat Kuwait, erstmals seit 2007, wieder fünf Mörder hin. Danach wurden im Januar 2017, zusammen mit einem Mitglied der kuwaitischen Königsfamilie, insgesamt sieben Menschen hingerichtet. In Kuwait werden Hinrichtungen öffentlich durch den Strang vollstreckt.

#### Arbeitnehmerrechte
Besonders der Schutz von Arbeitsmigranten aus Asien ist in Kuwait unzureichend. Immer wieder kommt es in Kuwait zum Übergriff auf weibliche Haushaltshilfen. Sie werden teilweise von ihren kuwaitischen Arbeitgebern geschlagen, seelisch terrorisiert oder sexuell missbraucht. Die Philippinen, Nepal und Indonesien haben es 2011 und 2012 ihren Staatsbürgerinnen verboten, sich von Kuwait und anderen arabischen Staaten anwerben zu lassen. Nach Einschätzung des US-Außenministeriums ist die Misshandlung von Haushaltshilfen in Kuwait so verbreitet, dass dies den Tatbestand des Menschenhandels erfüllt.
Der UN-Ausschuss für die Beseitigung der Rassendiskriminierung empfahl Kuwait 2012 Gesetze zu erlassen, um ausländische Arbeitskräfte und Hausangestellte zu schützen und ihre Rechte gemäß internationalen Standards zu gewährleisten. Kuwait ist Mitglied der Internationalen Arbeitsorganisation (ILO), erfüllt aber deren Übereinkommen nicht.
Die schlechten Arbeits- und Lebensbedingungen der etwa 260.000 Arbeitsmigranten aus den Philippinen, hauptsächlich Frauen, welche als Haushaltsangestellte beschäftigt sind, führte zu einer diplomatischen Krise zwischen Kuwait und ihrem Heimatland. Auslöser dieser war gegen Jahresbeginn 2018 die Entdeckung des Leichnams der 29-jährigen philippinischen Hausangestellten Joanna D. in einer Kühltruhe, worauf ihre Arbeitgeber am 1. April in Abwesenheit wegen Mordes zum Tode verurteilt wurden. Nach dem Fund stellten die Philippinen die Ausstellung von Auslandsbescheinigungen am 19. Januar 2018 ein und verhängten am 12. Februar ein Entsendungsverbot für philippinische Gastarbeiter nach Kuwait. Darüber hinaus wurde vom Außenministerium angekündigt, dass 10.000 Philippiner aus Kuwait zurückgeholt würden. Darauf reagierte die kuwaitische Regierung, nachdem bekannt geworden war, dass Mitarbeiter der philippinischen Botschaft Landsleuten dabei geholfen hatten, vor ihren Arbeitgebern zu fliehen, indem sie am 25. April den philippinischen Botschafter auswies und den eigenen Botschafter aus Manila abrief. Der Botschaft der Philippinen wurde eine Verletzung der kuwaitischen Souveränität vorgeworfen und ihre Mitarbeiter wurden des Menschenschmuggels bezichtigt und verhaftet. Der Konflikt konnte durch ein am 11. Mai unterzeichnetes Abkommen, welches unter anderem das Recht philippinischer Arbeiter vorsah, ihr Mobiltelefon und ihren Pass zu behalten, welche bisher von kuwaitischen Arbeitgebern eingezogen wurden, beigelegt werden. Zudem wurden Zusicherungen hinsichtlich des Rechts auf Kost und Logis sowie Arbeitskleidung und Krankenversicherung gemacht. Künftig sollen Arbeitsverträge nur nach zuvor von der philippinischen Botschaft erfolgter Zustimmung abgeschlossen werden.

### Militär

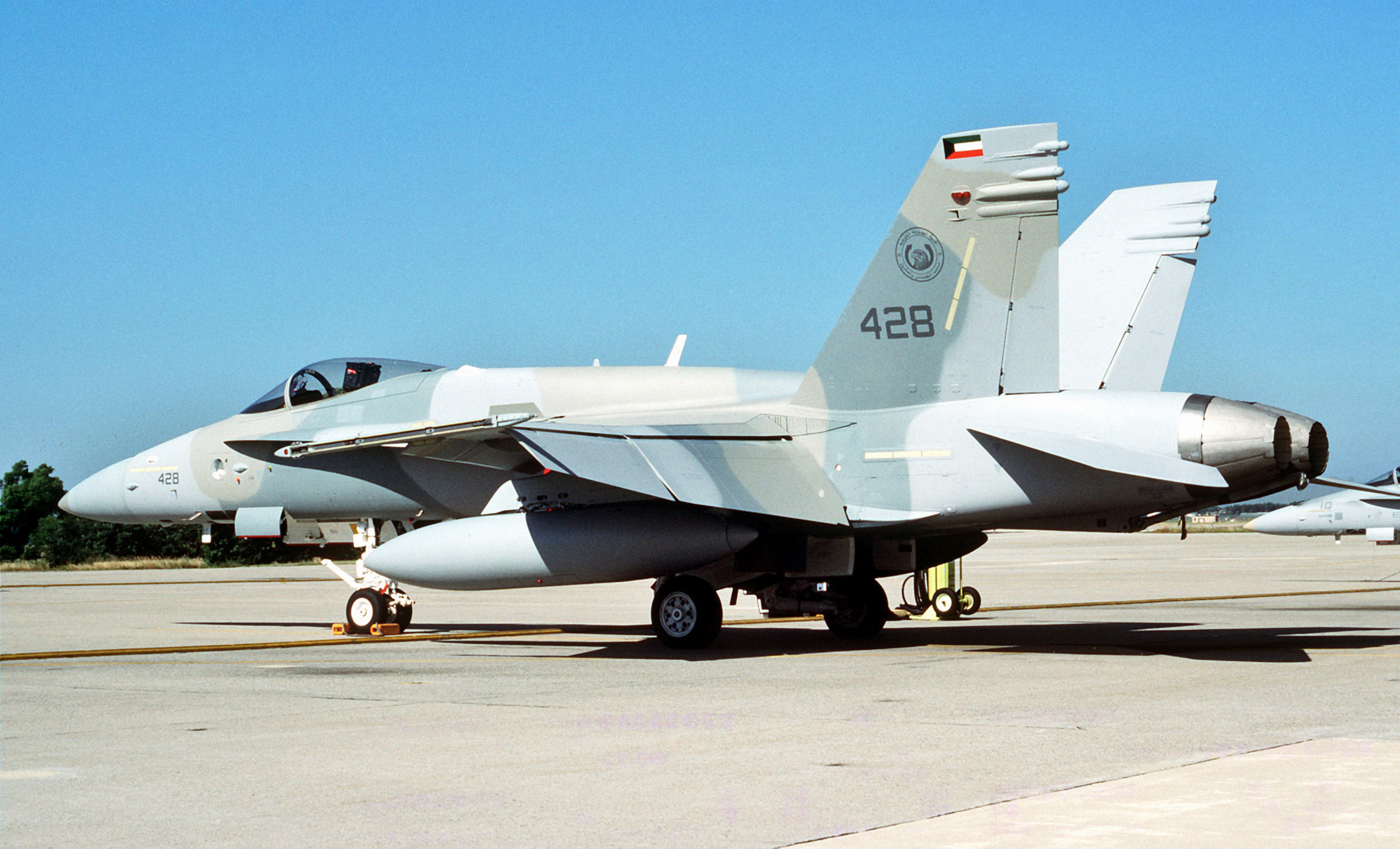
F-18 der kuwaitischen Luftwaffe

Kuwait gab 2017 knapp 5,8 Prozent seiner Wirtschaftsleistung oder 6,8 Milliarden US-Dollar für seine Streitkräfte aus. Die Verteidigungsausgaben als Anteil der Wirtschaftsleistung gehören zu den höchsten der Welt.

### Verwaltung
Kuwait ist in sechs Gouvernements (arabisch محافظة, DMG muḥāfaẓa) gegliedert, nämlich al-Ahmadi, al-Asima, al-Farwaniyya, al-Dschahra, Hawalli und Mubarak al-Kabir.
Die Gouvernements sind wiederum in zahlreiche Bezirke (arabisch مناطِق, DMG minṭaqah) unterteilt (im Englischen areas, auf Deutsch auch Distrikte).

## Wirtschaft

### Überblick
Das aufgrund seines Ölreichtums sehr finanzstarke Kuwait (Staatsreserven geschätzt auf 550 Milliarden USD) hatte in den 16 Jahren vor dem Ölpreisverfall erheblich von hohen und stabilen Ölpreisen profitiert. Das Land verfügt über Erdölreserven von 101,5 Milliarden Fass Öl (= 8 % der weltweiten Vorkommen), die bei gegenwärtiger Produktionshöhe noch etwa 90 Jahre halten. Bis 2020 wollte Kuwait die Produktionskapazität bis auf 4 Millionen Barrel pro Tag erhöhen. Kuwait lag 2015 an neunter Stelle der weltweiten Ölförderung mit einer täglichen Produktion von 2,85 Millionen Fass Öl. Die Erdölproduktion in Kuwait belief sich auch im Jahr 2022 auf rund 3 Millionen Barrel pro Tag.
Das Bruttoinlandsprodukt (BIP) lag 2023 nach Schätzungen des Internationalen Währungsfonds bei 164 Milliarden USD; das BIP pro Kopf wurde mit rund 33.321 USD veranschlagt. Angesichts der großen Zahl (etwa 2,5 Millionen) gering verdienender Ausländer liegt das Pro-Kopf-Einkommen der kuwaitischen Staatsangehörigen wesentlich höher.
Die hohen Einnahmen aus dem Ölgeschäft werden dabei für ebenfalls hohe Ausgaben zur Befriedigung von Ansprüchen der kuwaitischen Bevölkerung an Leistungen des Wohlfahrtsstaates verwendet. Zudem können Reserven angelegt werden.
Bedingt durch die Einnahmeausfälle in Folge des gesunkenen Ölpreises ist die Finanzlage nun aber angespannter als in der Vergangenheit. Der IWF hatte schon vor dem Ölpreisverfall darauf hingewiesen, dass bei unveränderter Fortentwicklung die Einnahmen die Ausgaben schon in naher Zukunft nicht mehr decken werden. Im Haushaltsjahr 2015/2016 standen Einnahmen von 12,2 Milliarden KWD (rund 37 Milliarden EUR) Ausgaben von 19,2 Milliarden KWD (rund 58 Milliarden EUR) gegenüber. Ende des Haushaltsjahres (Ende März 2016) wurde damit ein Defizit von rund 7 Milliarden KWD (rund 20 Milliarden EUR) verzeichnet. Von 2015 bis 2017 stieg die Staatsverschuldung von 5 % auf über 20 %. Bis 2023 geht der IWF von einem Anstieg auf ca. 47 % der Wirtschaftsleistung aus.
Im Jahr 2017 arbeiteten vier Prozent der Erwerbstätigen in der Landwirtschaft, während 27 Prozent der Arbeitenden in der Industrie beschäftigt waren und ganze 70 Prozent im Dienstleistungssektor arbeiteten. Landwirtschaft erwirtschaftete 2015 ein Prozent des BIP, der industrielle Sektor 51 Prozent und Dienstleistungen machten 48 Prozent dessen aus.
Im Global Competitiveness Index, der die Wettbewerbsfähigkeit eines Landes misst, belegt Kuwait Platz 46 von 141 Ländern und verbesserte sich somit im Vergleich zum Vorjahr in der Region Naher Osten und Nordafrika am meisten (Stand 2019). Der Index für wirtschaftliche Freiheit 2024 des Landes war der 90 höchste von 176 Ländern.
| Jahr                                    | 2010   | 2015   | 2016   | 2017   | 2018   | 2019   | 2020   | 2021   | 2022   | 2023   |
| --------------------------------------- | ------ | ------ | ------ | ------ | ------ | ------ | ------ | ------ | ------ | ------ |
| BIP in Mrd. USD (Kaufkraftparität)      | 147,9  | 192,0  | 199,5  | 193,5  | 222,1  | 225,2  | 182,4  | 221,0  | 250,7  | 250,2  |
| BIP pro Kopf in USD (Kaufkraftparität)  | 50.429 | 48.904 | 48.857 | 45.771 | 50.248 | 50.451 | 42.076 | 52.420 | 52.296 | 50.933 |
| BIP-Wachstum (real)                     | −2,4 % | 0,6 %  | 2,9 %  | −4,7 % | 2,7 %  | 2,3 %  | −4,8 % | 2,3 %  | 5,9 %  | −3,6 % |
| Inflation (in Prozent)                  | 0,0 %  | 3,3 %  | 2,9 %  | 1,6 %  | 0,6 %  | 1,1 %  | 2,1 %  | 3,4 %  | 4,0 %  | 3,6 %  |
| Staatsverschuldung (in Prozent des BIP) | 6 %    | 5 %    | 10 %   | 20 %   | 14 %   | 11 %   | 10 %   | 7 %    | 3 %    | 3 %    |

### Bodenschätze, Energie
Der Reichtum des Landes basiert auf Erdöl, das seit 1946 gefördert wird. Kuwait ist Mitglied der Organisation erdölexportierender Länder (OPEC). 94 Prozent der Einnahmen sind von Erdöl abhängig, von dem täglich etwa 2,6 Millionen Barrel gefördert werden. Ein Großteil davon kommt aus dem Burgan-Feld, welches das zweitgrößte Ölfeld der Welt ist. Der Süden Kuwaits liegt im Nordteil der seit 1969 zwischen Kuwait und Saudi-Arabien aufgeteilten Neutralen Zone. Alle Kosten und Einnahmen aus Bodenschätzen in der gesamten ehemaligen Neutralen Zone, also sowohl auf kuwaitischer als auch auf saudischer Seite, werden zu gleichen Teilen mit Saudi-Arabien geteilt.
Etwa eine Million Barrel werden in den drei Raffinerien des Landes täglich verarbeitet. Am 6. März 2006 gab die Regierung bekannt, dass im Norden des Landes neue bedeutende Erdöl- und Erdgasvorkommen entdeckt worden seien. In zwei Lagerstätten werden insgesamt eine Billion Kubikmeter Gas vermutet; außerdem wurden neue Erdölfelder mit Ressourcen zwischen 10 und 13 Milliarden Barrel erkundet. Damit würde Kuwait erstmals zu einem bedeutenden Erdgasproduzenten werden und könnte zudem seine Erdölreserven um zehn Prozent steigern. Kuwait ist eines der Länder, die in der sogenannten strategischen Ellipse liegen.
Im Dezember 2013 wurde ein Programm zum Ausbau der erneuerbaren Energien Windenergie und Photovoltaik angekündigt. Bis 2030 sollen sie 15 % des Strombedarfes des Landes decken. Ziel ist es, das Erdöl vorwiegend für den lukrativen Export zu bewahren, zudem soll die Ressourcenbasis diversifiziert und klimaschädliche Treibhausgasemissionen vermindert werden. Ein alternativer Plan, in die Kernenergie einzusteigen und ein Kernkraftwerk zu bauen, wurde hingegen aufgegeben, da Wind- und Solarenergie nach Angaben des Elektrizitätsministeriums günstiger seien.

### Landwirtschaft
Vier Prozent aller Erwerbstätigen war 2017 in der Landwirtschaft beschäftigt. Die Landwirtschaft ist aufgrund der klimatischen Verhältnisse, der Bodenbeschaffenheit und des Wassermangels nur bedingt expansionsfähig. Nur 0,2 Prozent der Staatsfläche werden derzeit über künstliche Bewässerung kultiviert. Angebaut werden für den heimischen Markt Datteln, Melonen und Futterklee. Zur Fleischversorgung werden vor allem Schafe, Ziegen und Rinder gehalten.

### Finanzwirtschaft
Kuwaits Staatsfonds, die Kuwait Investment Authority verwaltet ein Vermögen von 592 Mrd. US-Dollar (Stand: 2018). Er soll den Staat unabhängiger von fossilen Rohstoffen machen und die Erträge daraus diversifizieren. Außerdem führt das Land eine Wertpapierbörse mit der Bezeichnung Boursa Kuwait.

### Außenhandel
Im Jahr 2017 wurden Importe im Wert von 33,6 Milliarden US-Dollar getätigt, welche größtenteils aus der Volksrepublik China (16 %), ferner aus den Vereinigten Staaten (10 %), den Vereinigten Arabischen Emiraten (9 %), Deutschland (6 %), Saudi-Arabien (6 %), Indien (5 %) und Japan (5 %) kamen. Hauptimportgüter waren Maschinen (15 % der Importe) und Nahrungsmittel (13 %), darauf folgten Kraftfahrzeuge und Kraftfahrzeugteile (11 %), Elektronik (8 %) und Elektrotechnik (5 %).
Das Exportvolumen betrug 2017 54,8 Milliarden US-Dollar, wovon Erdöl und Erdölerzeugnisse den überwiegenden Großteil ausmachten. Erdöl war mit ganzen 70 % an den Exporten Hauptexportgut, ferner wurden Petrochemie (17 %), Erdgas (4 %), Industriechemikalien (2 %) und Kfz und -Teile (2 %) exportiert. Abnehmer waren 2017 vor allem Indien, Saudi-Arabien, die Vereinigten Arabischen Emirate, China sowie der Irak, Katar und der Oman, während 2014 noch Südkorea (16,7 %), Indien (14,9 %), Japan (12,3 %) die USA (11,3 %) und China (9,9 %) Hauptabnehmer waren.

### Vision 2035
Dem mittel- und langfristigen Umbau der Wirtschaftsstruktur widmet sich Kuwait seit 2010 im Rahmen der Kuwait Vision 2035 (seit 2017 unter dem Titel „New Kuwait“) bzw. jeweils für 4–5 Jahre geltender Entwicklungspläne. Damit will Kuwait dem erklärten Ziel näher kommen, seine Wirtschaft zu diversifizieren und zum Handels- und Finanzzentrum in der Region aufzusteigen. Dem stehen aber Schwächen der Verwaltung und langsame Entscheidungsprozesse sowie der strukturelle Konflikt Regierung/Parlament entgegen. Der Entwicklungsplan für die Jahre 2015–2020 hat einen Umfang von 34 Milliarden KWD (> 100 Milliarden EUR) und enthält zahlreiche lang diskutierte Großprojekte u. a. aus den Bereichen Infrastruktur, Tourismus, wie der Bau einer U-Bahn und einer Eisenbahn, der Ausbau des Flughafens, Kraftwerke etc. Zuweisungen erfolgten 2014 in Höhe von 7,5 Milliarden KWD (22,5 Milliarden EUR), 2015 in Höhe von 12 Milliarden KWD (36 Milliarden EUR). Nach Aussage der Regierung soll es Kürzungen oder Verschiebungen bei den Großprojekten, die im Entwicklungsplan enthalten sind, trotz Haushaltsdefizits nicht geben.
Katar und Saudi-Arabien haben vergleichbare Entwicklungspläne vorgelegt.

### Staatshaushalt
Der Staatshaushalt umfasste 2016 Ausgaben von umgerechnet 65,3 Milliarden US-Dollar, dem standen Einnahmen von umgerechnet 47,1 Milliarden US-Dollar gegenüber. Daraus ergibt sich ein Haushaltsdefizit in Höhe von 16,6 % des BIP.
Die Staatsverschuldung betrug 2016 20,2 Milliarden US-Dollar oder 18,6 % des BIP. Kuwaitische Staatsanleihen werden von der Ratingagentur Standard & Poor’s mit der Note AA bewertet und stehen damit nur eine Note hinter der Bestnote (Stand: Dezember 2018).
2020 betrug der Anteil der Staatsausgaben (in % des BIP) folgender Bereiche:
- Gesundheit: 6,3 %
- Bildung: 6,6 %
- Militär: 5,0 % (2023)

## Infrastruktur

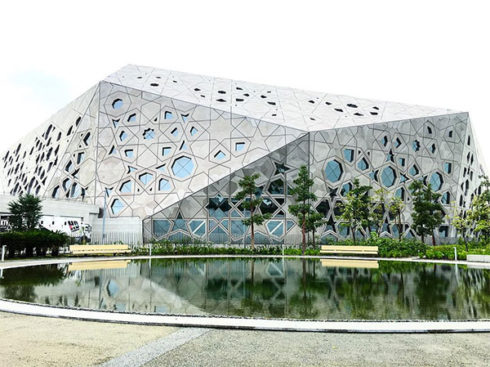
Kulturzentrum Sheikh Jaber Al-Ahmad

Das sehr gut ausgebaute Straßennetz Kuwaits umfasst etwa 3600 Kilometer. Kuwait verfügt über einen Industriehafen sowie vier Erdölhäfen. Der internationale Flughafen liegt nahe der Hauptstadt. Mit den milliardenschweren Einnahmen aus dem Ölsektor und ermutigt durch den Sturz Saddam Husseins hat das Land eine Diversifizierung der Wirtschaft in Angriff genommen. Ein moderner Containerhafen soll gebaut und eine Insel in einen Touristenkomplex umgewandelt werden.
Es gibt Pläne zum Bau einer U-Bahn in Kuwait, deren Strecken sich auf vier Linien aufteilen und 171 Kilometer lang sein sollen. Das jährliche Fahrgastaufkommen wird auf 69,1 Millionen Passagiere geschätzt. Geplant war der Baubeginn für den Herbst 2011 und die Fertigstellung für das Frühjahr 2016.
Im Januar 2020 waren noch keine Baumaßnahmen getroffen worden.

Die Gesamtkosten werden auf 11,3 Milliarden US-Dollar beziffert, die zu 24 % vom kuwaitischen Staat, 26 % vom Auftragnehmer und 50 % durch einen Börsengang aufgebracht werden sollen. Dieser Ansatz ist Teil der von Kuwait angedachten Strategie, für Innovationen bei öffentlichen Projekten privates Kapital zu nutzen.
Außerdem gibt es Pläne von Saudi-Arabien und den Vereinigten Arabischen Emiraten ein etwa 2000 Kilometer langes Eisenbahnnetz in der Golfregion zu errichten. Davon würden um die 505 Kilometer zweigleisiger Strecke, elektrifiziert mit 50 kV Wechselstrom, in Kuwait verlaufen.

## Sport
Special Olympics Kuwait wurde 1986 gegründet und nahm mehrmals an Special Olympics Weltspielen teil.